# Condado de Refugio
El condado de Refugio es uno de los 254 condados del estado estadounidense de Texas. La sede del condado es Refugio, al igual que su mayor ciudad. El condado tiene un área de 2120 km² (de los cuales 125 km² están cubiertos por agua) y una población de 7828 habitantes, para una densidad de población de 4 hab/km² (según censo nacional de 2000).

## Historia
Copano, situado en su territorio, fue el puerto principal de entrada a Texas, desde su fundación en 1785 por Bernardo de Gálvez. Sustituido por el de Corpus Christi producida la Anexión a los EE.UU en 1845, supuso su abandono en 1878. El condado fue creado en 1837 después de la Independencia de Texas.

## Demografía
Según el censo de 2000, había 7.828 personas, 2.985 cabezas de familia, y 2.176 familias residiendo en el condado. La densidad de población era de 10 habitantes por milla cuadrada.
La composición racial del condado era:
- 80,22% blancos
- 6,77% negros o negros americanos
- 0,56% nativos americanos
- 0,29% asiáticos
- 0,05% isleños
- 10,42% otras razas
- 1,67% de dos o más razas.

Había 2.985 cabezas de familia, de las cuales el 31,60% tenían menores de 18 años viviendo con ellas, el 55,10% eran parejas casadas viviendo juntas, el 12,80% eran mujeres cabeza de familia monoparental (sin cónyuge), y 27,10% no eran familias.
El tamaño promedio de una familia era de 3,07 miembros.
En el condado el 26,10% de la población tenía menos de 18 años, el 7,40% tenía de 18 a 24 años, el 25,90% tenía de 25 a 44, el 24,00% de 45 a 64, y el 16,60% eran mayores de 65 años. La edad promedio era de 39 años. Por cada 100 mujeres había 95,80 hombres. Por cada 100 mujeres mayores de 18 años había 92,40 hombres.

## Economía
Los ingresos medios de una cabeza de familia del condado eran de USD$29.986 y el ingreso medio familiar era de $36.162. Los hombres tenían unos ingresos medios de $29.667 frente a $16.565 de las mujeres. El ingreso per cápita del condado era de $15.481. El 14,30% de las familias y el 17,80% de la población estaban debajo de la línea de pobreza. Del total de gente en esta situación, 24,20% tenían menos de 18 y el 16,30% tenían 65 años o más.